# Acacia auricoma
Acacia auricoma är en ärtväxtart som beskrevs av Bruce R. Maslin. Acacia auricoma ingår i släktet akacior, och familjen ärtväxter. Inga underarter finns listade i Catalogue of Life.